# Zhao Lihong
Zhao Lihong (chinesisch 趙利紅 / 赵利红, Pinyin Zhào Lìhóng; * 4. Dezember 1972 in Yingde) ist eine ehemalige chinesische Fußballspielerin.

## Karriere

### Verein
Den Großteil ihrer Karriere spielte sie in ihrer Heimat beim Guangdong FC. Für die Saison 2002 der WUSA unterschrieb sie in die USA beim Franchise Philadelphia Charge, für welches sich auch dann 17-mal zum Einsatz kam und dabei zwei Tore erzielte. Danach kehrte sie aber wieder zu ihrem alten Klub zurück und beendete dort dann irgendwann auch ihre Karriere.

### Nationalmannschaft
Mit der A-Nationalmannschaft hatte sie ihre erste Turnierteilnahme mit der Weltmeisterschaft 1995, bei der sie auch in allen sechs Spielen der Mannschaft eingesetzt wurde. Ein Jahr darauf war sie dann auch im olympischen Fußballturnier 1996 mit ihrer Mannschaft vertreten, die das Turnier mit der Silbermedaille abschloss. Im März 1999 nahm sie mit ihrer Mannschaft am Turnier um den Algarve-Cup teil, das mit dem Gewinn dieses endete. Bei der Weltmeisterschaft 1999 erreichte sie mit der Mannschaft das Finale, scheiterte jedoch an der Nationalmannschaft Deutschlands. Danach war sie erneut im olympischen Fußballturnier 2000 vertreten; kam mit ihrer Mannschaft jedoch nicht über die Gruppenphase hinaus. Ihr letztes Turnier bestritt sie mit Weltmeisterschaft 2003, in dem sie in allen vier Spielen bis zum Ausscheiden im Viertelfinale eingesetzt wurde.

## Erfolge
- Algarve-Cup-Sieger 1999